# Belgiska Antarktisexpeditionen

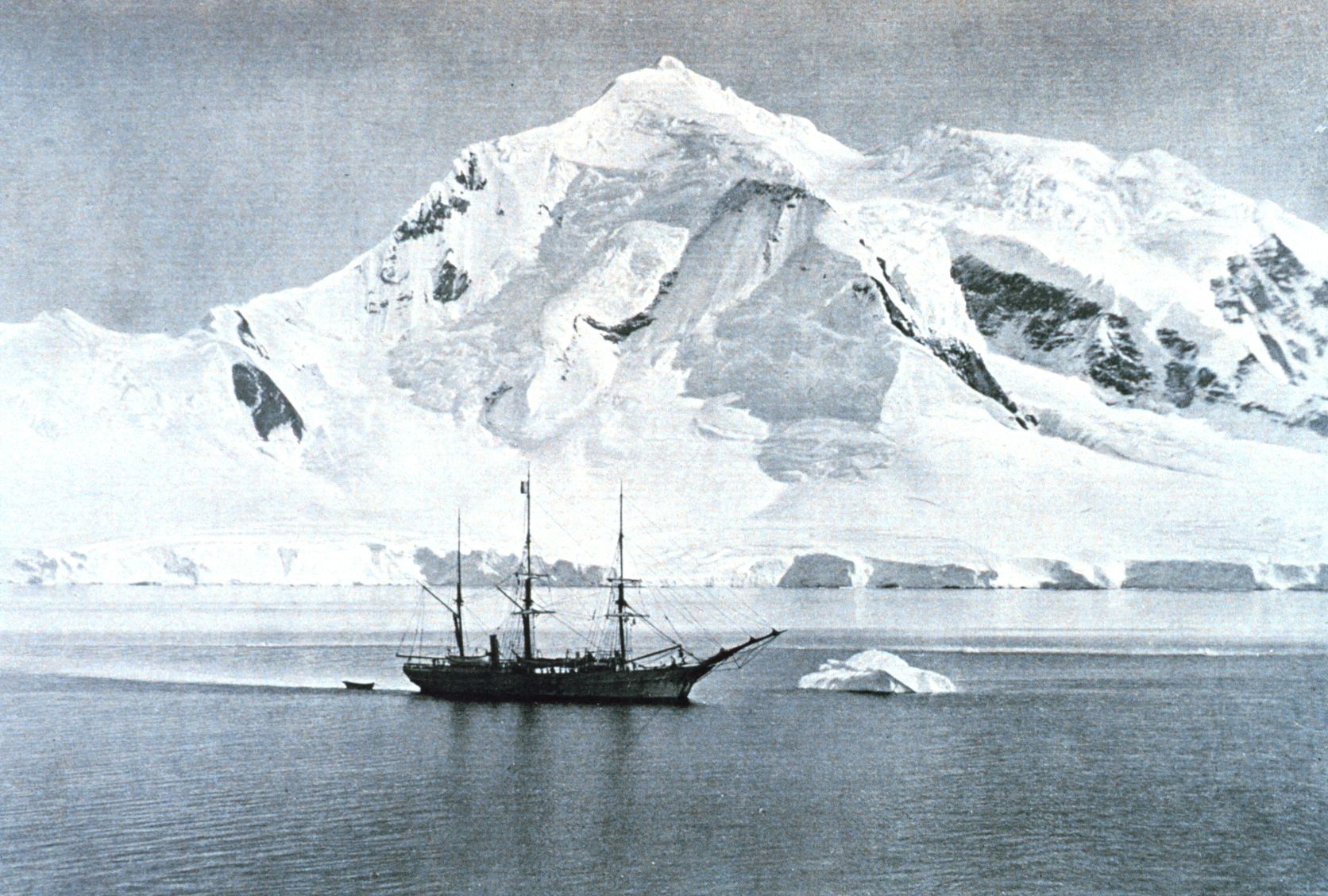
RV Belgica vid Mount William.

Belgiska Antarktisexpeditionen var en expedition till Antarktis åren 1897–1899. Med besättningsmän som Roald Amundsen, Emil Racoviță och Henryk Arctowski, avseglade skeppet RV Belgica från Antwerpen den 16 augusti 1897.